# 朝阳镇 (化德县)
朝阳镇，是中华人民共和国内蒙古自治区乌兰察布市化德县下辖的一个乡镇级行政单位。

## 行政区划
朝阳镇下辖以下地区：
民乐村、新社村、补龙湾村、利民村、十大股村、欣荣村、章木勿素村、八岱脑包村、特布勿拉村、土城子村、南林村、沙河湾村、卫东村、尔力格图村、太平村、大恒城村、建国村、永乐村、二道沟村、白土卜子村和赛不冷村。